# Districtul Tazmalt
Tazmalt este un district din provincia Béjaïa, Algeria.